# Les Landes-Genusson
Les Landes-Genusson sont une commune française située dans le département de la Vendée en région Pays de la Loire. Ses habitants s'appellent les Landais.

## Géographie
Le territoire municipal des Landes-Genusson s’étend sur 3 127 hectares. L’altitude moyenne de la commune est de 96 mètres, avec des niveaux fluctuant entre 53 et 121 mètres,.
La commune se situe dans le nord-est de la Vendée, près du tripoint entre la Vendée, le département de Maine-et-Loire et la Loire-Atlantique. Les Landes-Genusson font partie du Haut-Bocage vendéen.

### Communes limitrophes
| La Bruffière Treize-Septiers | Tiffauges           |                           |
| La Boissière-de-Montaigu     | des Landes-Genusson | Saint-Martin-des-Tilleuls |
|                              | Bazoges-en-Paillers | La Gaubretière            |

### Climat
Pour des articles plus généraux, voir Climat des Pays de la Loire et Climat de la Vendée.
En 2010, le climat de la commune est de type climat océanique altéré, selon une étude du CNRS s'appuyant sur une série de données couvrant la période 1971-2000. En 2020, Météo-France publie une typologie des climats de la France métropolitaine dans laquelle la commune est exposée à un climat océanique et est dans la région climatique  Bretagne orientale et méridionale, Pays nantais, Vendée, caractérisée par une faible pluviométrie en été et une bonne insolation. 
Pour la période 1971-2000, la température annuelle moyenne est de 11,6 °C, avec une amplitude thermique annuelle de 14,2 °C. Le cumul annuel moyen de précipitations est de 809 mm, avec 12,1 jours de précipitations en janvier et 6,5 jours en juillet. Pour la période 1991-2020, la température moyenne annuelle observée sur la station météorologique de Météo-France la plus proche, « St-Fulgent_sapc », sur la commune de Saint-Fulgent à 13 km à vol d'oiseau, est de 12,6 °C et le cumul annuel moyen de précipitations est de 815,9 mm,. Pour l'avenir, les paramètres climatiques de la commune estimés pour 2050 selon différents scénarios d'émission de gaz à effet de serre sont consultables sur un site dédié publié par Météo-France en novembre 2022.

## Urbanisme

### Typologie
Au 1er janvier 2024, Les Landes-Genusson est catégorisée bourg rural, selon la nouvelle grille communale de densité à sept niveaux définie par l'Insee en 2022.
Elle est située hors unité urbaine et hors attraction des villes,.

### Occupation des sols
L'occupation des sols de la commune, telle qu'elle ressort de la base de données européenne d’occupation biophysique des sols Corine Land Cover (CLC), est marquée par l'importance des territoires agricoles (93,3 % en 2018), en diminution par rapport à 1990 (95,1 %). La répartition détaillée en 2018 est la suivante : 
terres arables (60,9 %), zones agricoles hétérogènes (21,8 %), prairies (10,6 %), zones urbanisées (5 %), eaux continentales (0,9 %), forêts (0,8 %). L'évolution de l’occupation des sols de la commune et de ses infrastructures peut être observée sur les différentes représentations cartographiques du territoire : la carte de Cassini (XVIIIe siècle), la carte d'état-major (1820-1866) et les cartes ou photos aériennes de l'IGN pour la période actuelle (1950 à aujourd'hui).

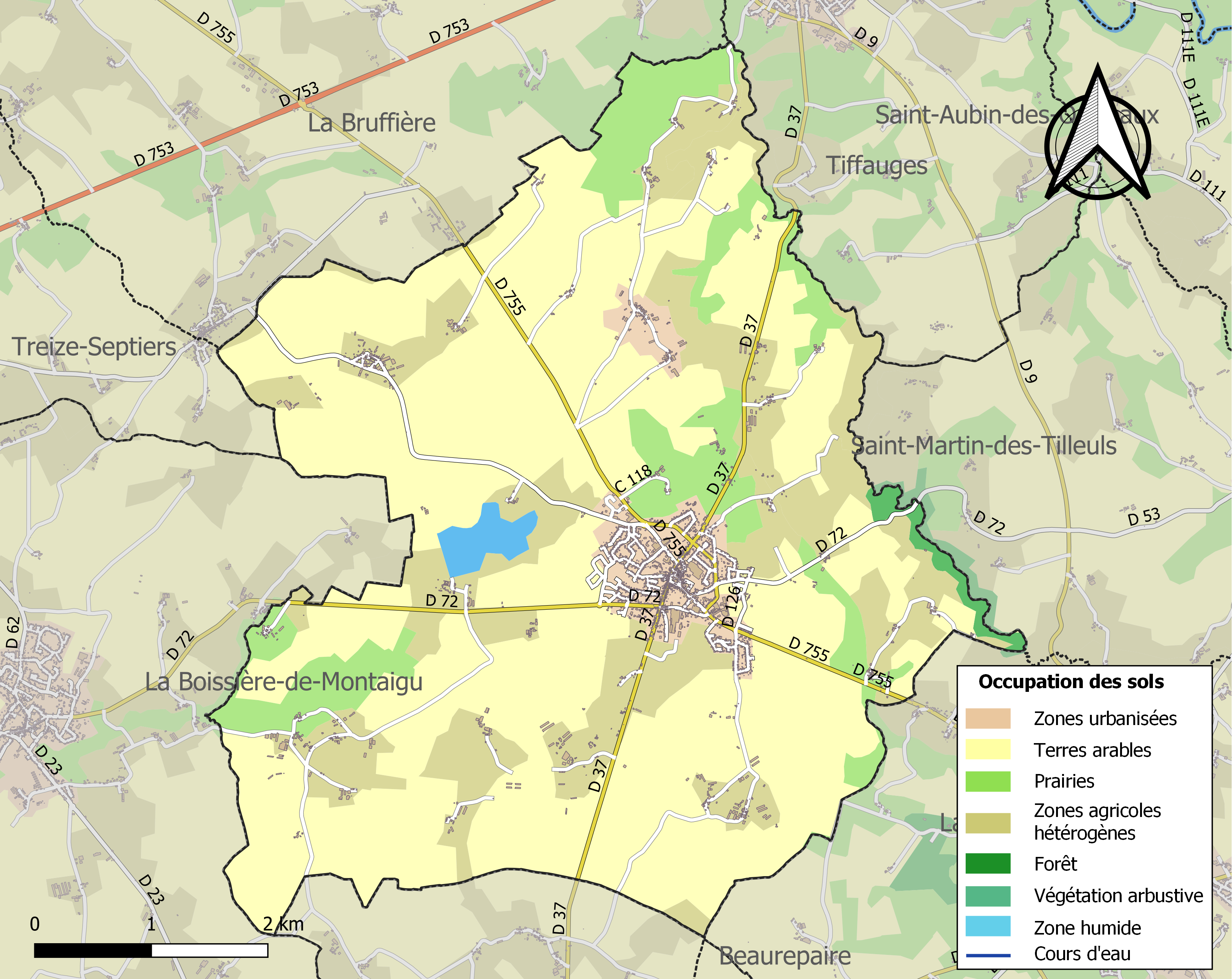
Carte des infrastructures et de l'occupation des sols de la commune en 2018 (CLC).

## Histoire
La commune doit son nom (suivant la légende) aux landes (bruyères, ajoncs, genêts) qui ont recouvert une grande partie du pays durant plusieurs siècles. Genusson serait le nom du premier propriétaire foncier mais on ne trouve aucune trace dans les archives (où le premier habitant de la commune bien que cette hypothèse soit très peu probable). Jusqu'à la Révolution, la paroisse se composait du bourg, propriété du curé-seigneur, et des métairies appartenant aux nobles et aux bourgeois. Plusieurs châteaux sont les témoins de cette époque : la Godelinière, les Boucheries, Chambrette...
Comme partout en France, la Révolution de 1789 bouleversa bien des choses. La commune, dirigée par un maire et un conseil, fut calquée sur la paroisse. À partir de 1793, les guerres de Vendée ensanglantèrent la région. Le curé Charles Retailleau fut tué non loin du bourg. Le 11 février 1794, les Républicains massacraient 88 femmes et enfants, dans un champ appelé depuis : Champ du Massacre. Une croix commémorative se dresse à l'entrée de ce lieu. Le même jour, le bourg fut incendié. En 1801, on dénombrait 447 habitants aux Landes-Genusson et 2265 au recensement de l'année 2007.

## Héraldique
| Blason | Blasonnement : D'azur au lion d'or, lampassé et couronné de gueules. |

## Politique et administration

### Liste des maires
| Période                                  | Période              | Identité             | Étiquette | Qualité                                                                                                  |
| ---------------------------------------- | -------------------- | -------------------- | --------- | --- |
| janvier 1801                             | janvier 1820         | Louis Gaborit        |           | |
| avril 1820                               | juillet 1837         | Jean Bergerolle      |           | Cordonnier                                                                                               |
| juillet 1837                             | août 1852            | Joseph Alexis Merlet |           | Menuisier                                                                                                |
| août 1852                                | août 1860            | Mathurin Bossard     |           | Cultivateur                                                                                              |
| août 1860                                | mai 1871             | Adolphe Demangeat    |           | |
| mai 1871                                 | mai 1892             | François Guilbaud    |           | |
| mai 1892                                 | mai 1908             | Alfred Demangeat     |           | |
| mai 1908                                 | mai 1912             | Julien Couillaud     |           | |
| mai 1912                                 | mai 1945             | Alfred Demangeat     |           | |
| mai 1945                                 | mars 1965            | Joseph Bretaudeau    |           | |
| mars 1965                                | janvier 1986 (décès) | Joseph Rivière       |           | |
| février 1986                             | juin 1995            | Maxime Martin        |           | Receveur des PTT Réélu en 1989                                                                           |
| juin 1995                                | mars 2001            | Bernard David        |           | Agriculteur                                                                                              |
| mars 2001                                | mars 2008            | Patrice Brousseau    |           | Directeur de lycée                                                                                       |
| mars 2008                                | mars 2014            | Philippe Bonneau     |           | Technicien SAV                                                                                           |
| mars 2014                                | En cours             | Guy Girard           |           | Chef d'entreprise retraité 6e vice-président de la CC du Pays de Mortagne Réélu pour le mandat 2020-2026 |
| Les données manquantes sont à compléter. |                      |                      |           | |

## Population et société

### Démographie

#### Évolution démographique
L'évolution du nombre d'habitants est connue à travers les recensements de la population effectués dans la commune depuis 1800. Pour les communes de moins de 10 000 habitants, une enquête de recensement portant sur toute la population est réalisée tous les cinq ans, les populations de référence des années intermédiaires étant quant à elles estimées par interpolation ou extrapolation. Pour la commune, le premier recensement exhaustif entrant dans le cadre du nouveau dispositif a été réalisé en 2007.

En 2022, la commune comptait 2 572 habitants, en évolution de +9,73 % par rapport à 2016 (Vendée : +5,33 %, France hors Mayotte : +2,11 %).
| 1800 | 1806 | 1821 | 1831 | 1836  | 1841  | 1846  | 1851  | 1856  |
| ---- | ---- | ---- | ---- | ----- | ----- | ----- | ----- | ----- |
| 447  | 777  | 987  | 952  | 1 010 | 1 051 | 1 040 | 1 162 | 1 219 |

| 1861  | 1866  | 1872  | 1876  | 1881  | 1886  | 1891  | 1896  | 1901  |
| ----- | ----- | ----- | ----- | ----- | ----- | ----- | ----- | ----- |
| 1 317 | 1 421 | 1 444 | 1 441 | 1 469 | 1 490 | 1 520 | 1 509 | 1 465 |

| 1906  | 1911  | 1921  | 1926  | 1931  | 1936  | 1946  | 1954  | 1962  |
| ----- | ----- | ----- | ----- | ----- | ----- | ----- | ----- | ----- |
| 1 433 | 1 374 | 1 307 | 1 315 | 1 283 | 1 289 | 1 368 | 1 486 | 1 570 |

| 1968  | 1975  | 1982  | 1990  | 1999  | 2006  | 2007  | 2012  | 2017  |
| ----- | ----- | ----- | ----- | ----- | ----- | ----- | ----- | ----- |
| 1 632 | 1 792 | 1 941 | 2 004 | 1 986 | 2 230 | 2 265 | 2 269 | 2 387 |

| 2022  | - | - | - | - | - | - | - | - |
| ----- | - | - | - | - | - | - | - | - |
| 2 572 | - | - | - | - | - | - | - | - |

#### Pyramide des âges
En 2018, le taux de personnes d'un âge inférieur à 30 ans s'élève à 35,6 %, soit au-dessus de la moyenne départementale (31,6 %). À l'inverse, le taux de personnes d'âge supérieur à 60 ans est de 26,1 % la même année, alors qu'il est de 31,0 % au niveau départemental.
En 2018, la commune comptait 1 237 hommes pour 1 170 femmes, soit un taux de 51,39 % d'hommes, largement supérieur au taux départemental (48,84 %).
Les pyramides des âges de la commune et du département s'établissent comme suit.
| Hommes | Classe d’âge | Femmes |
| ------ | ------------ | ------ |
| 0,9    | 90 ou +      | 2,6    |
| 6,3    | 75-89 ans    | 8,9    |
| 16,6   | 60-74 ans    | 17,0   |
| 19,8   | 45-59 ans    | 19,2   |
| 19,9   | 30-44 ans    | 17,6   |
| 16,9   | 15-29 ans    | 17,4   |
| 19,6   | 0-14 ans     | 17,3   |

| Hommes | Classe d’âge | Femmes |
| ------ | ------------ | ------ |
| 0,8    | 90 ou +      | 2,2    |
| 8,7    | 75-89 ans    | 11,1   |
| 20,3   | 60-74 ans    | 21,3   |
| 20     | 45-59 ans    | 19,4   |
| 17,5   | 30-44 ans    | 16,8   |
| 15     | 15-29 ans    | 13,2   |
| 17,7   | 0-14 ans     | 16,1   |

## Lieux et monuments
- Église Notre-Dame-de-l'Assomption ;
- Avec ses 54 hectares d'espaces naturels, dont deux étangs d'une superficie de 35 hectares, la Cité des Oiseaux est une des plus grandes zones humides de l'intérieur du département. Sa situation privilégiée au carrefour des grandes voies de migrations en fait un pôle ornithologique majeur : c'est un site d'hivernage de premier ordre pour de nombreux oiseaux. Ainsi certains jours, plus de 2 000 oiseaux stationnent sur le site : fuligules milouin et morillon, grèbes huppés, grèbes castagneux, canards siffleurs, colverts ou souchet, hérons cendrés... sont autant d'espèces que l'on peut découvrir sur le site

Outre le fait que la Cité des Oiseaux soit un espace naturel sensible départemental, elle est aussi classée en réserve de chasse et de faune sauvage. La tranquillité des lieux est un enjeu primordial pour la présence des oiseaux : les conditions d'accès y sont ainsi réglementées et la chasse interdite.

## Pour approfondir